# Sorrow (백지영의 음반)
《Sorrow》는 대한민국의 가수 백지영의 첫 번째 정규 음반이다. 1999년 7월부터 2000년 1월까지 활동했다.